# 天主教凱恩斯教區
天主教凱恩斯教區（拉丁語：Dioecesis Cairnensis）是澳大利亞一個羅馬天主教教區。屬布里斯班總教區。
教區範圍包括昆士蘭州北部，教座位於凱恩斯。2006年有教友59,912人（佔轄區人口25.5%）、廿四個堂區、廿八名司鐸。現任主教為雅各伯·福利。
1877年1月30日設昆士蘭代牧區，1887年5月10日易名庫克鎮代牧區，1941年7月8日升為教區，教座也遷至凱恩斯。